# منتخب تركيا لهوكي الجليد للناشئين
منتخب تركيا لهوكي الجليد للناشئين هو ممثل تركيا الرسمي في المنافسات الدولية في هوكي الجليد للناشئين
.